# Dagobert Dang
Dagobert Dang (Sackbayémé, Camerún francés, 6 de febrero de 1958) es un exfutbolista de Camerún que jugaba en la posición de delantero.

## Carrera

### Club
| Periodo   | Club               |
| --------- | ------------------ |
| 1978-1982 | Prévoyance Yaoundé |
| 1983-1991 | Canon Yaoundé      |

### Selección nacional
Jugó para Camerún en 13 ocasiones de 1984 a 1991 y anotó un gol; participó en los Juegos Olímpicos de Los Ángeles 1984 y en dos ediciones de la Copa Africana de Naciones.

## Logros

### Club
- Primera División de Camerún (3): 1985, 1986, 1991
- Copa de Camerún (1): 1986
- Recopa Africana (1): 1984

### Selección nacional
- Copa Africana de Naciones (1): 1984